# Gorale
Die Gorale (Naemorhedus) sind eine asiatische Gattung der Ziegenartigen. Sie umfassen nach heutiger Ansicht sechs Arten.

## Merkmale
Gorale sind stämmige, ziegenähnliche Tiere. Sie erreichen eine Kopf-Rumpf-Länge von 82 bis 130 Zentimetern, wozu noch ein 8 bis 20 Zentimeter langer Schwanz kommt. Die Schulterhöhe beträgt 57 bis 79 Zentimeter und das Gewicht 22 bis 35 Kilogramm. Beide Geschlechter tragen Hörner, die kegelförmig und leicht nach hinten gebogen sind und 13 bis 18 Zentimeter lang werden.
Das Fell ist lang und dicht, seine Färbung ist je nach Art grau, dunkelbraun oder fuchsrot. Alle Arten haben eine weiße Kehle und einen schwarzen Aalstrich. Männchen sind darüber hinaus durch eine kurze Nackenmähne charakterisiert.

## Verbreitung und Lebensraum
Gorale sind in Ostasien beheimatet, ihr Verbreitungsgebiet reicht von Kaschmir im Westen und dem südöstlichen Sibirien im Norden bis Myanmar und Thailand im Südosten. Ihr Lebensraum sind üblicherweise bewaldete Gebirge in Höhen von 1000 bis 4000 Metern.

## Lebensweise
Gorale sind ausgezeichnete Kletterer, die sich an äußerst unwegsames Gelände angepasst haben. Sie sind vorwiegend am Morgen und am späten Nachmittag aktiv, in den Ruhephasen liegen sie häufig auf Felsen, wo sie durch die Fellfärbung kaum auszumachen sind. Sie leben in Gruppen von 4 bis 12 Tieren, ältere Männchen sind hingegen Einzelgänger. Zur Paarungszeit zwischen September und Dezember versuchen die Männchen, die Kontrolle über eine Weibchengruppe zu erlangen.
Ihre Nahrung besteht aus Gräsern, Blättern, Zweigen und Nüssen.
Nach einer sechs- bis achtmonatigen Tragzeit bringt das Weibchen ein oder zwei Jungtiere zur Welt.

## Systematik und Benennung

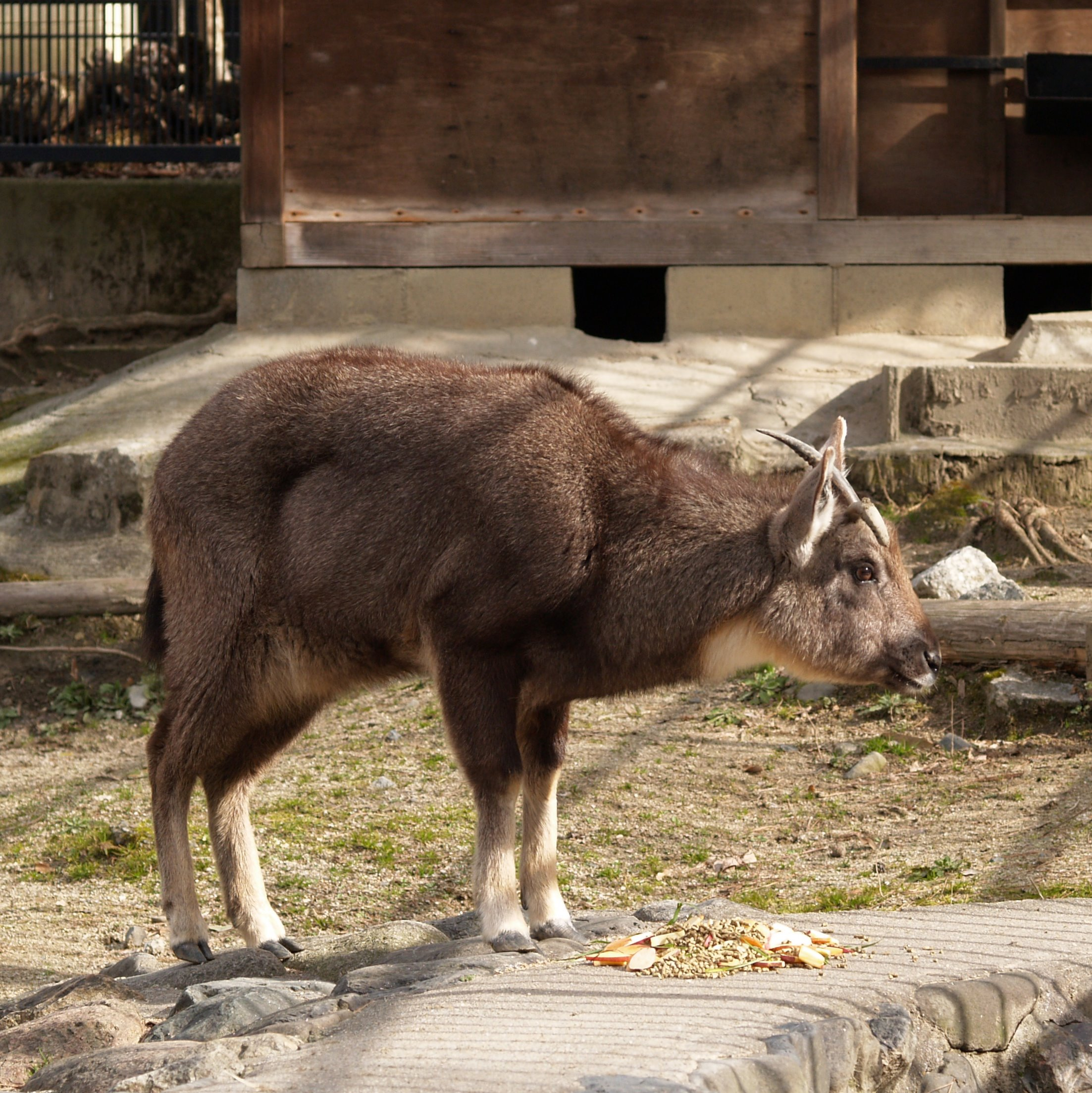
Grauer Goral (Naemorhedus goral)

Innerhalb der Gattung der Gorale werden heute sechs Arten geführt:
- Roter Goral (Naemorhedus baileyi Pocock, 1914); östliches Himalaya im Grenzgebiet von Assam, Yunnan, Tibet und Myanmar.
- Langschwanzgoral oder Nordchina-Goral (Naemorhedus caudatus (Milne-Edwards, 1876)); südöstliches Sibirien, nordöstliches China und Korea.
- Tibetanischer Goral (Naemorhedus  cranbrooki Hayman, 1961); nördliches Myanmar und angrenzende Gebiete.
- Burma-Goral (Naemorhedus evansi (Lydekker, 1905)); zentrales und südliches Myanmar, Thailand, im Norden bis in die chinesische Provinz Yunnan.
- Grauer Goral oder Osthimalaya-Goral (Naemorhedus goral (Hardwicke, 1825)); westlicher Himalaya vom nördlichen Indien über Nepal und Bhutan bis Assam. Der Westhimalaya-Goral (Naemorhedus bedfordi (Lydekker, 1905)) aus Pakistan und dem nordwestlichen Indien (Kaschmir) galt teilweise als eigenständige Art, ist aber mit dem Grauen Goral identisch.
- Chinesischer Goral oder Westchina-Goral (Naemorhedus griseus (Milne-Edwards, 1871)); China (von der Inneren Mongolei bis Yunnan).

Ältere Systematiken unterschieden zwischen vier und sechs Arten. Beim Vier-Arten-Schema, unter anderem vertreten durch Peter Grubb im Standardwerk Mammal Species of the World aus dem Jahr 2005, waren lediglich der Graue und der Rote Goral sowie der Langschwanzgoral und der Chinesische Goral als eigenständig anerkannt. Der Burma-Goral wurde dem Chinesischen Goral, der Tibetanische Goral dem Roten Goral zugeschlagen. Im Jahr 2011 stellte Grubb dann gemeinsam mit Colin P. Groves in einer Revision der Hornträger ein Sechs-Arten-Schema vor. Hierbei wurden die Tiere aus Pakistan und dem Kaschmir, mitunter auch als Westhimalaya-Goral (Naemorhedus bedfordi) bezeichnet, auf Artebene etabliert, während der Tibetanische Goral wie zuvor im Roten Goral integriert war. Die aktualisierte Systematik erschien im gleichen Jahr im zweiten Band des Standardwerkes Handbook of the Mammals of the World.
Mehrere molekulargenetische Studien aus den 2010er und 2020er Jahren zeigten ein recht ambivalentes Bild über die Verwandtschaftsverhältnisse der Gorale. So unterschieden sich der Chinesische Goral und der Burma-Goral in Untersuchungen aus den Jahren 2012 und 2013 um 6,9 % ihres genetischen Materials. Der Abstand zwischen dem Burma-Goral und dem Roten Goral lag bei nur 4 %, beide wurden deshalb als näher miteinander verwandt betrachtet. Diese genetischen Ergebnisse unterstützten vorerst die Eigenständigkeit des Burma-Goral. Darüber hinaus bildeten beide Arten die urtümlichste Gruppe innerhalb der Gattung. Der Chinesische Goral stand dagegen dem Grauen Goral näher. Weitere genetische Analysen, veröffentlicht im Jahr 2019, erbrachten jedoch ein abweichendes Ergebnis. Hierbei wurden der Westhimalaya-, der Burma- und der Chinesische Goral als Variationen des Grauen Goral betrachtet, wodurch sich die Anzahl der Arten auf drei reduzierte. Weitere genetische Studien zu Beginn der 2020er Jahre präsentierten dann ein Fünf- beziehungsweise ein weiteres Sechs-Arten-Schema. Letzteres wich von der Version nach Groves und Grubb insofern ab, dass der Westhimalaya-Goral als Unterart des Grauen Goral und der Tibetanische Goral als eigenständig angesehen wurde. Im Fünf-Arten-Modell galt der Tibetanische Goral zwar auch als eigenständig, der Chinesische Goral wurde allerdings in den Grauen Goral eingegliedert, während der Westhimalya-Goral keine Berücksichtigung fand. Das im Jahr 2022 etablierte Sechs-Arten-Schema fand durch weitere genetische Untersuchungen im Folgejahr Unterstützung.
| Vier-Arten-Schema nach Grubb 2005 | Sechs-Arten-Schema nach Groves und Grubb 2011 | Drei-Arten-Schema nach Mori et al. 2019 | Fünf-Arten-Schema nach Li et al. 2020 | Sechs-Arten-Schema nach Joshi et al. 2022 und Hrabina et al. 2023 |
| --------------------------------- | --------------------------------------------- | --------------------------------------- | ------------------------------------- | ----------------------------------------------------------------- |
| Grauer Goral (N. goral)           | Grauer Goral (N. goral)                       | Grauer Goral (N. goral)                 | Grauer Goral (N. goral)               | Grauer Goral (N. goral)                                           |
| Grauer Goral (N. goral)           | Westhimalaya-Goral (N. bedfordi)              | Grauer Goral (N. goral)                 | Grauer Goral (N. goral)               | Grauer Goral (N. goral)                                           |
| Chinesischer Goral (N. griseus)   | Chinesischer Goral (N. griseus)               | Grauer Goral (N. goral)                 | Grauer Goral (N. goral)               | Chinesischer Goral (N. griseus)                                   |
| Chinesischer Goral (N. griseus)   | Burma-Goral (N. evansi)                       | Grauer Goral (N. goral)                 | Burma-Goral (N. evansi)               | Burma-Goral (N. evansi)                                           |
| Langschwanzgoral (N. caudatus)    | Langschwanzgoral (N. caudatus)                | Langschwanzgoral (N. caudatus)          | Langschwanzgoral (N. caudatus)        | Langschwanzgoral (N. caudatus)                                    |
| Roter Goral (N. baileyi)          | Roter Goral (N. baileyi)                      | Roter Goral (N. baileyi)                | Roter Goral (N. baileyi)              | Roter Goral (N. baileyi)                                          |
| Roter Goral (N. baileyi)          | Roter Goral (N. baileyi)                      | Roter Goral (N. baileyi)                | Tibetanischer Goral (N. cranbrooki)   | Tibetanischer Goral (N. cranbrooki)                               |

Des Weiteren wurden die Seraue (Capricornis) manchmal in die Gorale eingegliedert, sie stellten sich jedoch genetisch als eigenständige, monophyletische Gruppe heraus.
Der Gattungsname leitet sich vom lateinischen nemus, Genitiv nemoris (= „Wald“) und haedus (= „Ziege“) ab und müsste darum eigentlich Nemorhaedus geschrieben werden. Der Erstbeschreiber, Charles Hamilton Smith, verwendete jedoch die Schreibweise Naemorhedus, die deswegen gültig ist. Es finden sich auch die (ungültigen) Schreibweisen Naemorhaedus, Nemorhaedus, Nemorhedus, Nemorrhaedus und Nemorrhedus.